# Manana Tandaschwili
 Manana Tandaschwili  (georgisch მანანა თანდაშვილი; * 22. Mai 1960 in Tiflis, Georgien) ist eine georgische Sprachwissenschaftlerin, und Kaukasiologin. Sie ist Außerplanmäßige Professorin an der Johann Wolfgang Goethe-Universität Frankfurt am Main (2002) und Ehrenbürgerin der Stadt Tbilissi (2011).

Manana Tandaschwili

## Werdegang
Manana Tandaschwili studierte Kaukasiologie an der Staatlichen Universität Tbilisi. 1988–1993 absolvierte sie die Kandidatur an der Akademie der Wissenschaften Georgiens und promovierte  1993 am Arnold-Tschikobava-Institut für Sprachwissenschaft. 1999 habilitierte sie sich ebendort mit dem Thema „Grundprinzipien der Computermodellierung (auf der Basis des Georgischen und Udischen)“. 2006 wurde sie mit der Antrittsvorlesung „Multilinguales Code-Switching“ an die Johann Wolfgang Goethe-Universität Frankfurt am Main umhabilitiert.
Von 1993 bis 1995 arbeitete Tandaschwili als wissenschaftliche Mitarbeiterin am Arnold-Tschikobava-Institut für Sprachwissenschaft in Tbilisi. Von 1995 bis 1999 leitete sie an eben jenem Institut die Abteilung für Computerlinguistik. 1999 erhielt sie ein Forschungsstipendium der Alexander von Humboldt-Stiftung und arbeitete in Deutschland zunächst zusammen mit  Wolfgang Schulze an der Ludwig-Maximilians-Universität München, dann mit Jost Gippert an der Johann Wolfgang Goethe-Universität Frankfurt am Main. Seit 2002 ist sie an der Frankfurter Universität am Institut für Empirische Sprachwissenschaft tätig. Von 2007 bis 2008 übernahm sie die Vertretung der Professur für Kaukasiologie an der Schiller-Universität in Jena.

## Lehrtätigkeit

Universität Frankfurt am Main

Manana Tandaschwili lehrt seit 1999 an deutschen Universitäten (München, Jena und Frankfurt am Main). Außer Lehrveranstaltungen aus ihrem Spezialgebiet (Kaukasische Sprachwissenschaft) gibt sie Einführungskurse in die Sprachwissenschaft und Spezialkurse in der digitalen Verarbeitung linguistischer Daten. Zusammen mit Zakharia Pourtskhvanidze integriert sie Lernmethoden wie E-Learning (OLAT) und E-Lecture in ihre Lehre. Sie arbeitet  an der Internationalisierung der Lernprozesse in der Kaukasologie an der Frankfurter Universität, indem sie in ihren Vorlesungen zu Sprachwissenschaften, Politologie, Rechtswissenschaften, Anthropologie georgische Wissenschaftler einbezieht.

### Lehraufträge
Lehraufträge an der Goethe-Universität Frankfurt am Main, Institut für Empirische Sprachwissenschaft seit 2002
- Allgemeine Sprachwissenschaft (Einführung)
- Linguistische Terminologie (Einführung)
- Linguistische Richtungen und Schulen
- Sprachkontakt und Bilingualismus
- Digitale Bearbeitung linguistischer Daten
- Völker und Sprachen des Kaukasus
- Kaukasische Sprachwissenschaft (Einführung)
- Vergleichende Grammatik der Kartvelsprachen
- Das Georgische (Einführung, Georgische Lektüre, Georgischer Syntax)
- Das Altgeorgische
- Das Mittelgeorgische
- Das Svanische (Einführung)
- Das Megrelische (Einführung)
- Das Avarische (Einführung)
- Das Udische (Einführung, Udische Lektüre)
- Spezialprobleme der Kaukasiologie

1. Ergativität in den Kartvelsprachen
2. Kasustypologie in den Kaukasischen Sprachen
3. Relativsätze im Georgischen
4. Negation in den Kartvelsprachen
5. Referentialität im Georgischen
6. Modalität im Georgischen

## Forschungsgebiete

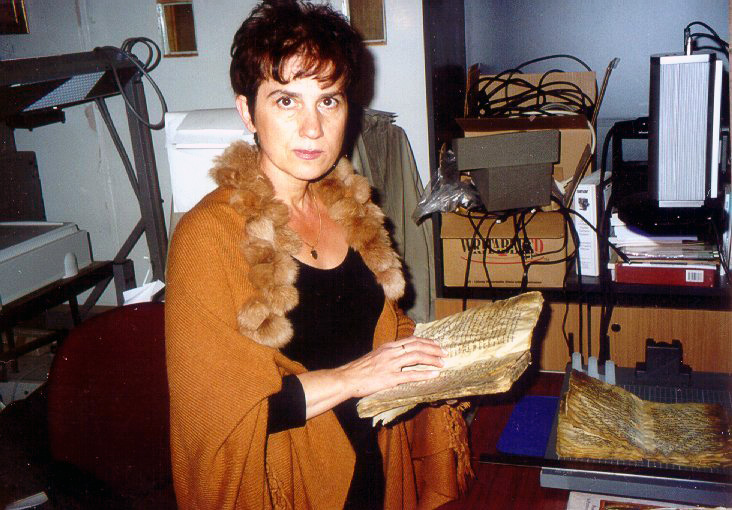
Albanische Palimpsesthandschrift auf dem Sinai

Die Forschungsinteressen von Manana Tandaschwili liegen allgemein im Bereich Kaukasiologie, darüber hinaus im Bereich der elektronischen Verarbeitung linguistischer Daten. Schon während ihrer Tätigkeit am Arnold-Tschikobava-Institut für Sprachwissenschaft in Georgien hat sie angefangen, digitale Datenbanken für die Kaukasischen Sprachen zu konzipieren. Mit Unterstützung der Union der Deutschen Akademien der Wissenschaften  konnte sie an der Universität Frankfurt (Institut für Vergleichende Sprachwissenschaft) ihr Projekt „Aufbau einer annotierten Bibliographiedatenbank mit Retrievalsystem für die kaukasischen Sprachen“  verwirklichen (1998–1999). Als Alexander-von-Humboldt-Stipendiatin hat sie sich  mit der Struktur elektronischer Datenbanken auseinandergesetzt und in Zusammenarbeit mit Jost Gippert eine systematisch ausgerichtete Plattform für die kaukasischen Sprachen geschaffen. Seit 1999 beteiligt sie sich intensiv an der Internationalisierung der georgischen Sprachwissenschaft durch internationale Projekte. Verschiedene in Zusammenarbeit mit Jost Gippert umgesetzte Vorhaben haben es über 200 georgischen Forschern ermöglicht, an internationalen Projekten teilzunehmen und moderne methodologische und technologische Verfahren bezüglich der digitalen Verarbeitung linguistischer Daten kennenzulernen. Seit 2011 arbeitet Manana Tandaschwili zusammen mit Jost Gippert, Paul Meurer und Marine Beridze an der Erstellung des Georgischen Nationalkorpus.

### Projekte
- „Aufbau einer annotierten Bibliographiedatenbank mit Retrievalsystem für die kaukasischen Sprachen“ – 1998–1999 an der Universität Frankfurt, Institut für vergleichende Sprachwissenschaft, Frankfurt a/M (Stipendium der Union der deutschen Akademie der Wissenschaften);
- „Textgrammatik der udischen Evangelien“ – 1999–2002; Zusammenarbeit mit Prof. Dr. Jost Gippert (Frankfurt a/M) und Prof. Dr. W. Schulze (München) als Stipendiatin der Alexander von Humboldt-Stiftung;

### Internationale Projekte
Internationale Projekte in Zusammenarbeit mit Jost Gippert
- ARMAZI-Projekt („Kaukasische Sprachen und Kulturen: Elektronische Dokumentation“) – 1999–2002 (Volkswagen-Stiftung);
- ECLinG-Projekt („Bedrohte kaukasische Sprachen in Georgien“) – 2002–2005 (Volkswagen-Stiftung);
- Internationale Konferenz  „Die sprachliche Situation im gegenwärtigen Georgien“; 12–14 Dezember, 2003; Frankfurt a/M (Volkswagen-Stiftung);
- Kaukasische Palimpseste („Neue Wege zur wissenschaftlichen Bearbeitung von Palimpsesthandschriften kaukasischer Provenienz“) – 2004–2006 (Volkswagen-Stiftung);
- SSGG („Die sprachliche Situation im gegenwärtigen Georgien“) – 2005–2007 (Volkswagen-Stiftung);
- Critical Edition of the Old Georgian Version of Matthew’s and Mark’s Gospels – Catalogue of the Manuscripts Containing the Old Georgian Translation of the Gospels – 2006–2009 (INTAS);
- Internationale Konferenz "Zwischen Europa und Orient – Mittelasien/Kaukasus im Fokus der Wissenschaft" – 17–21. Mai, 2010;
- Georgische Palimpsesthandschriften – 2009–2012 (Volkswagen-Stiftung);
- Georgisches Nationalcorpus – 2012–2014 (Volkswagen-Stiftung);

## Sonstige Aktivitäten

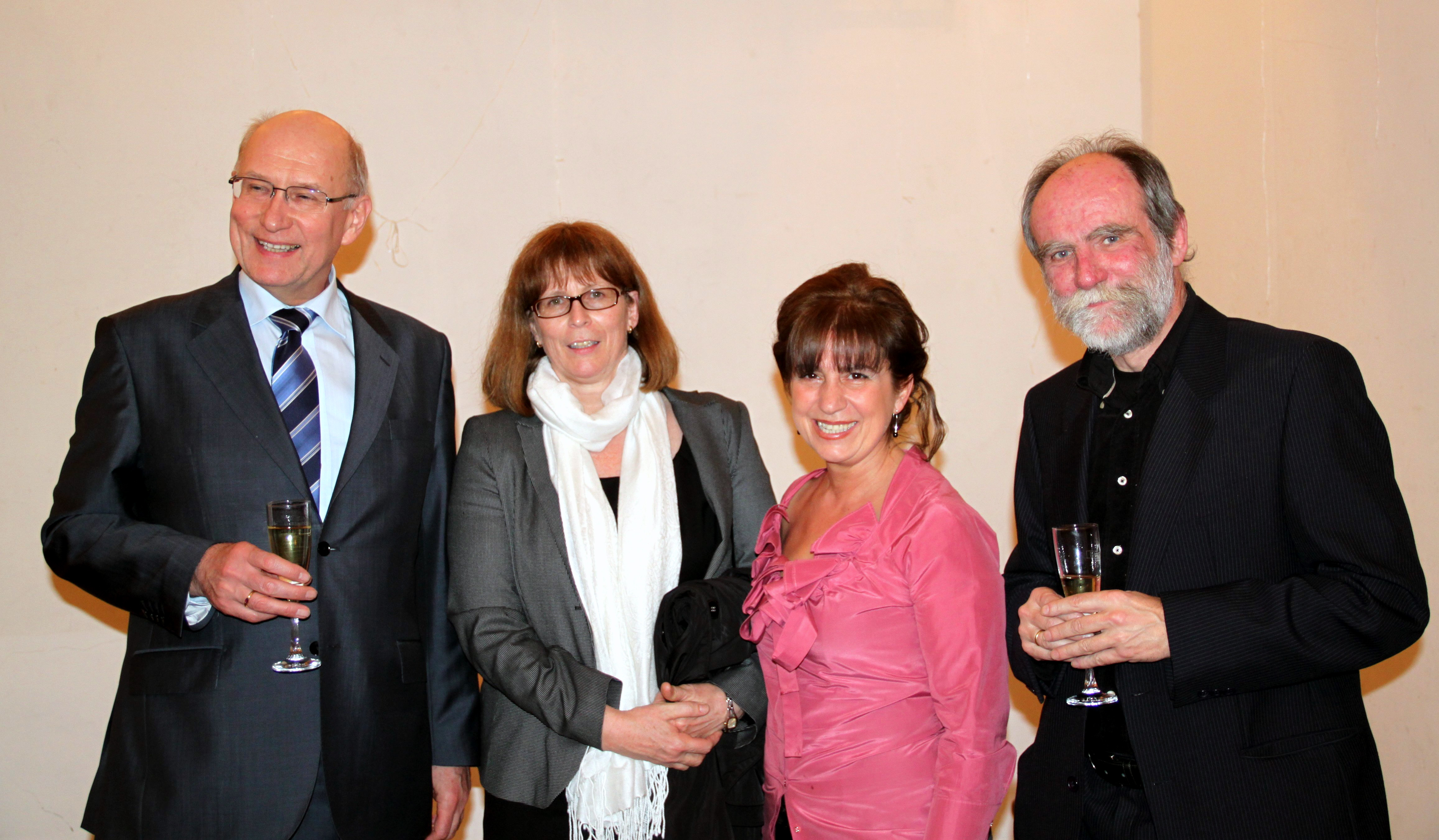
In der Deutschen Botschaft in Tbilisi

### Frankfurter Linguistischer Kreis
Seit 2009 hat Manana Tandaschwili fakultative Extrasitzungen in Ergänzung ihrer planmäßigen Lehrveranstaltungen zu Spezialproblemen der Kaukasiologie. Aus dieser Reihe hat sich der Frankfurter Linguistischer Kreis entwickelt, der unter anderem die folgenden Aktivitäten durchgeführt hat: Herausgabe des Buches Folia Caucasica, regelmäßige Ringvorlesungen an der Universitäten und Hochschulen Georgiens, Sommerschulen in Batumi, Internationalisierung der georgischen Wissenschaftler in der akademischen Lehre an der Frankfurter Universität.

### Sommerschule Batumi
2012 initiierte Manana Tandaschwili in Zusammenarbeit mit Ramaz Khalvashi, Zakharia Pourtskhvanidze und Lela Samushia eine erste Sommerschule an der Shota-Rustaveli-Universität in Batumi (Georgien), die sich zu einem langfristigen Projekt weiterentwickelte. Im Fokus der Sommerschule Batumi stehen vorwiegend die modernsten Technologien der Corpuslinguistik sowie Spezialprobleme der Kartvelologie.
- Sommerschule Batumi 2012 zum Thema “Elektronische Sprachdokumentation und Kartvelologie” in Zusammenarbeit mit der Universität Batumi (9.–17. August, 2012)
- Sommerschule Batumi 2013 zum Thema “Corpuslinguistik und Spezialprobleme der Kartvwelologie” in Zusammenarbeit mit der Universität Batumi (24. August–1. September, 2013)
- Internationaler Workshop „Corpuslinguistik und Kartvelologie“ mit Jost Gippert und Paul Meurer (28. August, 2013).

## Soziales Engagement

### Georgisches Kulturforum e.V.
Neben ihrer beruflichen Tätigkeit in der akademischen Lehre als Sprachwissenschaftlerin engagiert sich Manana Tandaschwili im sozio-kulturellen Leben Frankfurts. 2005 gründete sie das „Georgische Kulturforum e. V.“, eine georgisch-deutsche Gesellschaft mit dem Ziel, die georgische Kultur zu fördern und die menschlichen und kulturellen Kontakte und Beziehungen deutscher und georgischer Staatsbürger zu vertiefen. 2008 veranstaltete das Georgische Kulturforum e. V. ein  kulturelles Programm in Frankfurt am Main mit Bilderausstellungen, Konzerten, Theateraufführungen, Literaturabenden und  Vorträgen über Georgien.
2006 gründete Manana Tandaschwili in Frankfurt eine Sonntagsschule für Kinder georgischer Abstammung, die sie bis 2013 leitete.

### Frankfurter Literatursalon EUTERPE

Ehrenbürgerin von Tbilisi

Nach der Durchführung mehreren Literaturabende 2008 im Rahmen der Georgischen Kulturwochen  und 2009 an der Goethe-Universität Frankfurt sowie in der Romanfabrik Frankfurt gründete Manana Tandaschwili den Frankfurter Literatursalon EUTERPE. Seit 2008 hat sie mehr als 40 Literaturabende in der Romanfabrik veranstaltet und zusammen mit Zakharia Pourtskhvanidze moderiert. 2011 hat sie eine Assoziation von Übersetzern und Lektoren gegründet, die es den  Übersetzern georgischer Literatur ermöglichen soll, sich gemeinsam zu organisieren und ihre Kapazitäten in diesem Bereich zu bündeln. Für ihr Engagement in wissenschaftlichen und sozio-kulturellen Bereich wurde Manana Tandaschwili 2011 zur Ehrenbürgerin von Tbilisi ernannt.

### Redaktor/Herausgeber
- Folia Caucasica, 2011, Frankfurt/Tbilisi, Logopress (Zusammen mit Zakaria Pourtskhvanidze)
- Georgische Gegenwartsliteratur, 2010, Reichert Verlag, Wiesbaden (Zusammen mit Jost Gippert)
- Techno der Jaguare (Neue Erzählerinnen aus Georgien), 2012, Frankfurter Verlagsanstalt, Frankfurt a/M  (Zusammen mit Jost Gippert)
- Beso Chwedelidze, Der Geschmack von Asche (Erzählband), 2013, Literaturverlag Leipzig (Zusammen mit Jost Gippert)